# Belhade
Belhade (gaskonsko Vath Lada) je naselje in občina v francoskem departmaju Landes regije Akvitanije. Naselje je leta 2009 imelo 181 prebivalcev.

## Geografija
Kraj leži v pokrajini Gaskonji znotraj naravnega regijskega parka Landes de Gascogne ob reki Petite Leyre, 67 km severno od Mont-de-Marsana.

## Uprava
Občina Belhade skupaj s sosednjimi občinami Liposthey, Mano, Moustey, Pissos in Saugnacq-et-Muret sestavlja kanton Pissos s sedežem v Pissosu. Kanton je sestavni del okrožja Mont-de-Marsan.

## Zanimivosti
- cerkev sv. Vincenca Xainteškega iz 11. do 15. stoletja,
- grad Château de Belhade iz 18. in 19. stoletja, postavljen na mestu nekdanjega sre3dnjeveškega gradu Château de Rochefort-Lavie iz 13. stoletja,
- vodnjak sv. Ane.